# Hagen Reinhold
Hagen Reinhold (* 23. März 1978 in Wismar) ist ein deutscher Politiker (FDP). Er war kurzzeitig im Jahr 2013 und von 2017 bis 2023 Mitglied des Deutschen Bundestags.

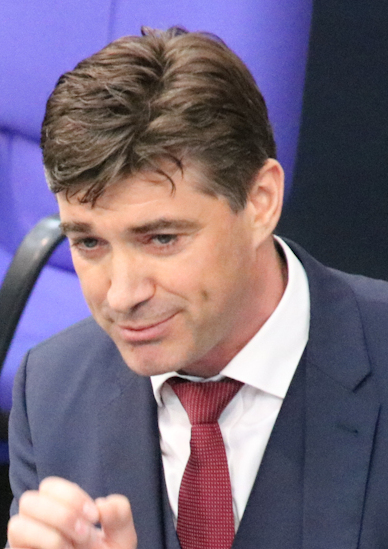
Hagen Reinhold (FDP) bei einer Rede im Deutschen Bundestag 2018

## Berufliche Laufbahn
Reinhold besuchte in Barth zunächst die Friedrich-Adolf-Nobert-Schule und danach die Hans-Coppi-Schule, die er mit der mittleren Reife verließ. Von 1994 bis 1997 machte er bei der Baugesellschaft Reinhold, dem Unternehmen seines Vaters, die Berufsausbildung zum Maurer und Betonbauer. Nach einem Jahr im Grundwehrdienst machte er auch die Meisterausbildung im Maurer- und Betonbauerhandwerk. Ab 2001 war er als Maurer und Bauleiter tätig, 2003 wurde er selbstständiger Handwerksmeister und geschäftsführender Gesellschafter der Baugesellschaft Reinhold. Am 9. Juni 2020 wurde Reinhold zum Vizepräsidenten der IHK zu Rostock gewählt.

## Parteiaktivitäten
Reinhold trat im Oktober 2002 der FDP und wenig später auch den Jungen Liberalen bei. 2005 wurde er zum Kreisvorsitzenden der FDP im Landkreis Nordvorpommern gewählt, ab April 2007 war er Landesgeneralsekretär der FDP Mecklenburg-Vorpommern, ehe er im November 2011 auf den Posten des Landesschatzmeisters wechselte. Dieses Amt hatte er bis April 2023 inne.
Am 11. Januar 2013 rückte er für den ausgeschiedenen Christian Ahrendt in den 17. Deutschen Bundestag nach. Dort war er bis zum Ende der Legislaturperiode Mitglied im Ausschuss für die Angelegenheiten der Europäischen Union und stellvertretendes Mitglied im Innenausschuss und im Ausschuss für Verkehr und digitale Infrastruktur. Er trat auch zur Bundestagswahl 2013 an; durch das Scheitern der FDP an der Fünf-Prozent-Hürde war er im 18. Bundestag nicht vertreten.
Bei der Bundestagswahl 2017 trat Reinhold im Wahlkreis Rostock – Landkreis Rostock II an und wurde als Spitzenkandidat der Landesliste der FDP Mecklenburg-Vorpommern in den 19. Deutschen Bundestag gewählt. Er war Vorsitzender der Landesgruppe Ost der FDP-Bundestagsfraktion, der alle FDP-Bundestagsabgeordneten aus den ostdeutschen Bundesländern angehören. Zudem war Reinhold ordentliches Mitglied im Ausschuss für Bau, Wohnen, Stadtentwicklung und Kommunen und Sprecher für Maritime Wirtschaft. Er gehörte als stellvertretendes Mitglied dem Ausschuss für Arbeit und Soziales sowie dem Ausschuss für Wirtschaft und Energie an.
Zur Bundestagswahl 2021 trat er erneut für die FDP im Bundestagswahlkreis Rostock – Landkreis Rostock II an und erhielt 7,5 Prozent der Erststimmen. Über die Landesliste wurde er in den 20. Deutschen Bundestag gewählt. Hier wurde er  Mitglied im Ausschuss für Wohnen, Stadtentwicklung, Bauwesen und Kommunen und stellvertretendes Mitglied in den Ausschüssen Haushalt und Wirtschaft. Weiterhin war er Vorsitzender des Landesgruppe Ost und Beauftragter für Maritime Wirtschaft.
Im Mai 2023 kündigte Reinhold an, sein Bundestagsmandat zum 3. September 2023 niederzulegen, um sich „neuen unternehmerischen Chancen und Herausforderungen“ zu widmen. Für ihn rückte Christian Bartelt nach.

## Positionen
Reinhold setzte sich 2018 für eine Modellregion zur kontrollierten Abgabe von Cannabis in Mecklenburg-Vorpommern ein.

## Privates
Reinhold war seit 2022 mit Annina Semmelhaack liiert und seit September 2024 mit ihr verlobt. Im Mai 2025 heirateten sie in Venedig.
Seine frühere Lebensgefährtin ist Karoline Preisler, mit der er drei Kinder hat. Reinhold ist konfessionslos.